# دوري الدرجة الأولى الروماني 1932–33
دوري الدرجة الأولى الروماني 1932–33 (بالرومانية: Divizia A 1932-1933)‏ هو الموسم 21 من دوري الدرجة الأولى الروماني. أقيم خلال الفترة 11 سبتمبر 1932 وحتى 16 يوليو 1933، وأشرف على تنظيمه اتحاد رومانيا لكرة القدم، وكان عدد الأندية المشاركة فيه 14، وفاز فيه نادي ريبنسيا تيميشوارا.